# David Urwitz
David Urwitz, född 1973, är en svensk artist. Urwitz debuterade 2005 med skivan "Det var väl inget mer med det”. Han har därefter givit ut sex skivor till och turnerat i Sverige och Norge. 
Tillsammans med den norska sångerskan Helene Bøksle spelade Urwitz in en duettversion av sin låt ”Hos mig”. Urwitz har samarbetat och turnerat med bland annat Eldkvarn, Caroline af Ugglas och Peter LeMarc. År 2020 medverkade han i antologin Trettifoem röster om Covid-19 och kulturen.
Urwitz har varit bisittare till Morgan Larsson i programmet SöndagsMorgan i P4 i Sveriges Radio.

## Diskografi

### Album
| År   |  | Titel                                                      |  | Typ           |
| ---- |  | ---------------------------------------------------------- |  | ------------- |
| 2015 |  | David, vad är det du vill höra- Ett försök till en samling |  | Samlingsskiva |
| 2013 |  | En gång i världen                                          |  | Album         |
| 2012 |  | Ta mig nånstans där solen skiner                           |  | Album         |
| 2009 |  | Så långt det är möjligt                                    |  | Album         |
| 2007 |  | Undrar om det syns                                         |  | Album         |
| 2006 |  | I väntan på vad                                            |  | Album         |
| 2005 |  | Det var väl inget mer med det                              |  | Album         |
| 2002 |  | Nacksvingsligan                                            |  | Samlingsskiva |

### Singel
| År   | Titel                                            | Typ         |
| ---- | ------------------------------------------------ | ----------- |
| 2009 | Det är kanske så (duett med Anna Maria Espinosa) | Singel      |
| 2008 | En eftermiddag                                   | Singel      |
| 2007 | Din skull                                        | Singel      |
| 2007 | Enkelt                                           | Promosingel |
| 2006 | Oj oj!                                           | Maxisingel  |
| 2005 | Jag gör vad som helst                            | Promosingel |
| 2005 | Allt jag sa                                      | Promosingel |
| 2005 | Sjung för mig                                    | Promosingel |
| 2001 | Jag var som du                                   | Singel      |